# Herbie Flowers
Herbie Flowers (născut Brian Keith Flowers; n. 19 mai 1938, Greater London, Anglia, Regatul Unit – d. 5 septembrie 2024) a fost un muzician englez specializat în chitară bas, contrabas și tubă devenit cunoscut pentru activitatea cu David Bowie și Elton John iar mai târziu cu Lou Reed. Basul său este cel care deschide „Walk on The Wild Side” a lui Reed sau cel care apare în „Space Oddity” a lui Bowie precum și în melodia lui Harry Nilsson, „Jump into The Fire”. A cântat la bas și pe albumul lui Serge Gainsbourg, Histoire de Melody Nelson, pe Jeff Wayne's Musical Version of The War of the Worlds, dar și pe câteva albume solo ale lui George Harrison.